# Бондарева, Александра Ивановна
Алекса́ндра Ива́новна Бо́ндарева (1922—1943) — участница антифашистской организации «Молодая Гвардия», родная (старшая) сестра подпольщика Василия Бондарева,

## Биография
Родилась 23 мая 1922 года в крестьянской семье в селе Тишкино Глубокинского района Ростовской области. С 1930 года проживала в Краснодонском районе. В 1939 году по окончании 7 классов школы № 6 в посёлке Первомайка поступила в педагогическое училище Каменска-Шахтинского. После начала Великой Отечественной войны по направлению ВЛКСМ работала секретарём местной комсомольской организации в колхозе «Труд горняка», а начиная с марта 1942 года в Краснодонском райкоме комсомола. После оккупации города и создания «Молодой гвардии» вступила в эту организацию. Арестована немецкой контрразведкой 11 января 1943 года, а 16 января казнена. Похоронена в братской могиле молодогвардейцев в Краснодоне.
Посмертно награждена орденом Отечественной войны 1-й степени и медалью «Партизану Отечественной войны» 1-й степени.
12 июня 2018 года властями непризнанной Луганской народной республики принято решение о присвоении имени Александры и Василия Бондаревых Таловской школе № 34.